# Trilogia del Cornetto
La trilogia del cornetto (The Three Flavours Cornetto Trilogy in lingua originale, nota anche come Blood and Ice Cream trilogy) è una serie di film diretti da Edgar Wright, scritti da Simon Pegg e Wright, e interpretati da Pegg e Nick Frost. Trae il suo nome dal cono gelato confezionato, il cornetto, appunto, che appare come elemento allegorico in ognuno dei tre film.

## La trilogia
I film della trilogia sono L'alba dei morti dementi, una commedia romantica con zombie, Hot Fuzz, una commedia poliziesca, e La fine del mondo, un film di commedia fantascientifica. Non c'è continuità tra i tre, ma in ogni film compare un cornetto di uno specifico sapore: in L'alba dei morti dementi il cornetto è al sapore di fragola, dal colore rosso vivace, correlato agli elementi sanguinosi e cruenti del film; in Hot Fuzz vi è il cornetto blu originale, per indicare l'elemento poliziesco; in La fine del mondo il cornetto rappresentativo è alla menta con granella di cioccolato, dal colore verde-marrone, per indicare l'elemento fantascientifico.
Durante la promozione di Hot Fuzz, in un'intervista, è stato fatto notare che il cornetto è l'elemento di unione con il precedente film ed è stato chiesto al regista se avrebbe fatto una trilogia; alla domanda, Wright ha risposto che sarebbe stata come la trilogia dei colori di Krzysztof Kieślowski, ma con i cornetti. Il cornetto non è l'unico elemento ricorrente nella trilogia: diverse gag si presentano in vari modi nei tre film, come ad esempio il saltare una staccionata, il bere al pub, la presenza dei videogiochi al pub e le coppie di gemelli. Simon Pegg, Nick Frost, Martin Freeman, Bill Nighy, Rafe Spall, Julia Deakin e Patricia Franklin sono gli attori che hanno lavorato in tutti e tre i film della trilogia (Nighy solo come voce in La fine del mondo).

## Accoglienza

### Incassi
L'alba dei morti dementi
- Budget: 4 milioni di sterline
- Incassi totali: 30 milioni di dollari

Hot Fuzz
- Budget: 8 milioni di sterline[12]
- Incassi totali: 80 milioni di dollari

La fine del mondo
- Budget: 20 milioni di dollari[13]
- Incassi totali: 45 milioni di dollari

### Critica
L'alba dei morti dementi
- Rotten Tomatoes: 92%[14]
- Metacritic: 76[15]

Hot Fuzz
- Rotten Tomatoes: 91%[16]
- Metacritic: 81[17]

La fine del mondo
- Rotten Tomatoes: 89%[18]
- Metacritic: 81[19]